# Guido di Montanor
Guido di Montanor (fl. XV secolo) è stato un alchimista francese databile nel XIV secolo.

## Biografia
Anche se fu un alchimista celebre fra i contemporanei, si hanno pochissime notizie certe sulla vita di Guido di Montanor, a cominciare dal nome, a volte reso come Montaner o Montaynor. Anche la nazionalità è incerta, si suppone greca oppure francese.
Per le citazioni incrociate nelle opere di George Ripley e Raimondo Lullo, la sua attività viene datata fra la fine del Trecento e l'inizio del Quattrocento.

## Alchimia
Guido è un seguace dell'alchimia operante con gli elixir ed il mercurio, nel tentativo di integrare le diverse impostazioni di Raimondo Lullo e Arnaldo da una parte, con quelle di Paolo di Taranto dall'altra. 
La sua opera di concordanze contribuisce all'affermazione e diffusione dei grandi alchimisti medievali, che tendono ad assumere lo status di classici e punti di riferimento dell'alchimia.
L'opera principale di Guido è la Scala philosophorum o Scala dei filosofi.